# الحضارة 5 (لعبة)
الحضارة 5 (بالإنجليزية: Civilization v) لعبة استراتيجية تناوب الأدوار من تطوير شركة فراكسيس غيمز.
وهي الجزء الخامس من سلسلة الحضارة.
صدرت على مايكروسوفت ويندوز في سبتمبر 2010 وعلى أو إس 10 في نوفمبر 23 , 2010 .
في سيفيليزيشن 5 يمكن للاعب باختيار أي زعيم حضارات قبل اللعب.
والزعماء المتواجدون هم شخصيات حقيقية وليست خيالية وهم ايضاً زعماء الحضارات القديمة في العالم.
ويحاول احتلال اراضي ونشر الحضارة ويجب جمع أكبر جيش ممكن ليفوز بأقرب اعلان حرب على اراضيه.
في اللعبة وقت يمر، وزمن يتغير وتطور بالاسلحة والمدن.
يبدأ اللاعب طبيعي في، العصر القديم , ثم في، العصر الكلاسيكي , ثم، العصور الوسطى , ثم، عصر النهضة , إلى أن يصل إلى، عصر المستقبل ,
مع التقدم في العصور يستطيع اللاعب امتلاك سلاح نووي، يمكنه احتلال المدن الضعيفة بسهولة

## الموسيقى التصويرية
الموسيقى المتواجدة في اللعبة تعتمد على اختيار اللاعب للزعيم، وتلقائيا يتم وضع موسيقى للحضارة
وحينما يلعب اللاعب بسلام يتلقى موسيقى هادئه
وتختلف الموسيقى عندما يتم اعلان حرب على اراضيه إلى موسيقى إستراتيجية والآلات الموسيقية على حسب الحضارة المختارة
أغلب الموسيقى المتواجدة مأخوذه من أغاني مطربين معروفين لدى البلد الذي ينتمي للحضارة
والموسيقى في لعبة سيفيليزيشن متاحة بشكل MIDI , أغلب الألحان هو من تأليف جيف بريدجز

## شخصيات الزعماء في اللعبة
| اسم الحضارة | الزعيم        | العاصمة      | القدرة الفريدة                                                                                              |
| ----------- | ------------- | ------------ | --- |
| أمريكا      | جورج واشنطن   | واشنطن       | مصيرنا: جميع الوحدات العسكرية لديها +1 مسافة طويلة للتصويب، خصم 50% عند شراء اراضي جديدة                    |
| العرب       | هارون الرشيد  | مكة          | سفن الصحراء: كسب قافلة 50% ومجموعة موسعة، وطريقة سريعة لنشر العقيدة الإسلامية، وتضاعف موارد النفط           |
| الأزتيك     | مونتيزوما     | تينوتشتيتلان | قربان الاسرى: كسب الثقافة للامبروطورية عند قتل مجموعة من جيش العدو                                          |
| الصين       | وو شتيان      | بكين         | فن الحرب: الجنرال العظيم سيتم زيادة المكافأة بنسبة 15? , ويتم زيادة المعدل بنسبة 50%                        |
| مصر         | رمسيس الثاني  | طيبة         | بناة الآثار: الإنتاج +20 لفن البناء                                                                         |
| إنجلترا     | إليزابيث      | لندن         | الشمس لا تغرب: +2 من مسافة تنقل الوحدات البحرية، والحصول على جاسوس اضافي                                    |
| فرنسا       | نابليون       | باريس        | مدينة الاضواء: المتحف ومعجزة العالم، وتضاعف المكافآت تطبيق السمات في رؤوس أموالها                           |
| ألمانيا     | بسمارك        | برلين        | غضب التوتانيكس: عند هزيمة وحدة عسكرية، هناك فرصة للحصول على 50% من الذهب، وانضمام جيش العدو إلى جيشك        |
| اليونان     | الإسكندر      | أثينا        | الاتحاد اليوناني: المدن الدولية تتحالف معك أكثر من المعدل الطبيعي                                           |
| الهند       | مهاتما غاندي  | دلهي         | النمو السكاني: التعاسة عن عدد سكان المدن، والحزن على عدد المواطنون                                          |
| إيروكواس    | هياواثا       | الأونونداغا  | طريق الحرب العظيم: الوحدات العسكرية تتحرك بين الغابات والادغال وفي أي طريق                                  |
| اليابان     | أودا نوبوناغا | كيوتو        | بوشيدو: الوحدات العسكرية تحارب حتى لو كانت مصابة                                                            |
| العثمانيين  | سليمان        | إسطنبول      | قراصنة البربري: جميع الوحدات البحرية لديها ترقية مجانا، والسماح لالتقاط السفن المهزومة                      |
| بلاد فارس   | داريوش الأول  | برسبوليس     | تراث الاخمينية: العصور الذهبية طويلة بنسبة 50% , وفي العصر الذهبي، الوحدات تتلقى مسافة تنقل +1 , وقوة +10%  |
| روما        | أغسطس قيصر    | روما         | مجد الروم: النمو +25% للمباني الموجودة في العاصمة                                                           |
| روسيا       | كاترين        | موسكو        | الثروات السيبيرية: الموارد الاستراتيجية تتوفر +1 , ومضاعفة انتاج الخيل والحديد واليورانيوم                  |
| سيام        | رام كامهانج   | سوكوتاي      | الأب يحكم الأطفال: الطعام، والثقافة والايمان بدول المدن الاصدقاء بنسبة 50%                                  |
| صنغاي       | أسكيا محمد    | غاو          | نهر امير الحرب: تلقي الذهب من معسكرات البربري ونهب المدن. الوحدات البرية تحصل على الحرب والترقيات البرمائية |

### اجزاء أخرى
- سيفيليزيشن 5 : قودز أند كينقز
- سيفيليزيشن 5 : براف نيو ورلد
- سيفيليزيشن

## روابط خارجية
- الحضارة 5 (لعبة) على موقع IMDb (الإنجليزية)